# Impatiens masisiensis
Impatiens masisiensis är en balsaminväxtart som beskrevs av De Wild. Impatiens masisiensis ingår i släktet balsaminer, och familjen balsaminväxter. Inga underarter finns listade i Catalogue of Life.